# Armando Ahuatzi
Armando Ahuatzi (San Pedro Muñoztla, 27 de abril de 1950) es un pintor mexicano. 

## Biografía
Desde muy pequeño mostró aptitudes y gusto por la pintura, estudiando por su cuenta las obras de los grandes maestros. Ingresó a la escuela de pintura “La Esmeralda”, en la Ciudad de México. Sin embargo, tanto su iniciación artística como su verdadera formación profesional, se las debe al maestro Carlos Ayala Vallarta, destacado maestro de pintura.
Ahuatzi puede considerarse como uno de los continuadores de la pintura mexicana, impulsada en el siglo pasado por otro pintor tlaxcalteca: Agustín Arrieta. Ahuatzi ha influido en las nuevas generaciones de pintores tlaxcaltecas, motivándolos a rescatar lo mexicano. Sus obras, al igual que Arrieta, invitan a apreciar jarrones, fruteros, alacenas o frutos de la tierra como chirimoyas, granadas, zapotes, todos ellos pintados en forma tan real, que se antojan saborearlos y tocarlos. 
Maneja la luz y la hace jugar sobre el cobre, el aluminio o el barro, la obliga a darles vida a los cristales, copas y botellas y a volver transparentes los vinos, y no descuida las ofrendas de difuntos, con sus panes de muerto, dulces de calabaza, flores de cempansúchil y sahumerios, de tal manera que su obra completa resulta un alimento para la vista y el recuerdo. Sus pinturas se han expuesto en galerías de Brasil, Londres, Nueva York, Texas, Monterrey, Ciudad de México, Aguascalientes y Villahermosa, así como en el festival cervantino que se lleva a cabo en el estado de Guanajuato y otros lugares del país. 
Destacan las exhibiciones en el Centro Cultural de la Villa de Madrid, Pinacoteca del Estado de Tlaxcala, Museo de la Ciudad de México y el Art Expo Nueva York.